# Alexei Schtschotkin
Alexei Alexandrowitsch Schtschotkin (russisch Алексей Александрович Щёткин; * 21. Mai 1991 in Taldy-Kurgan, Kasachische SSR) ist ein kasachischer Fußballspieler.

## Karriere

### Verein
Schtschotkin begann das Fußballspielen bei Schetissu Taldyqorghan in seiner Heimatstadt. Zur Saison 2010 wurde er zum ersten Mal im Kader der Profi-Mannschaft von Taldyqorghan eingesetzt. Sein erstes Premjer-Liga-Spiel bestritt er am 7. Mai 2010 in der Partie gegen Ordabassy Schymkent, als er in der 73. Minute eingewechselt wurde. Hier konnte er sich als Stammspieler etablieren und kam bis Saisonende auf insgesamt 22 Spiele. Sein erstes Tor konnte er im Auswärtsspiel gegen Aqschajyq Oral am 22. Juni 2010 erzielen; das Spiel endete mit einem 0:2-Sieg für Taldyqorghan, wobei Schtschotkin auch das zweite Tor erzielte. Auch in der Saison 2011 gehörte Alexei Schtschotkin zum Stammkader der Mannschaft; er absolvierte 22 Spiele, wobei er fünf Treffer erzielte. Schetissu Taldyqorghan wurde Vize-Meister und somit teilnahmeberechtigt an der ersten Qualifikationsrunde zur Europa League 2012/13. Sein Debüt im Wettbewerb gab er 5. Juli 2012 gegen Lech Posen (0:2), als er in der 70. Minute für Edin Junuzović eingewechselt wurde. Nachdem Taldyqorghan im Rückspiel nur auf ein 1:1-Unentschieden gekommen war, schied der Verein aus.
Während der Saison 2013 wechselte er am 8. Juni zum Liga-Konkurrenten FK Atyrau, wo er am 14. Juni bereits sein erstes Spiel gegen Wostok Öskemen absolvierte. Auch hier war er als Stürmer mit 17 Liga-Spielen in der verbleibenden Saison als Stammspieler in der Mannschaft.
Nach nur zwei Spieltagen der Saison 2014 wurde Schtschotkin vom FK Taras verpflichtet. Hier kam er auf 24 Premjer-Liga-Spiele, in denen er insgesamt sieben Tore erzielte.
Am 28. Januar 2015 unterschrieb er einen Ein-Jahres-Vertrag beim FK Astana.

### Nationalmannschaft
Schtschotkin absolvierte zwischen 2010 und 2012 insgesamt 15 Spiele für die kasachische U-21-Nationalmannschaft. Sein Debüt in der A-Nationalmannschaft gab er am 14. August 2013 im Freundschaftsspiel gegen Georgien; das Spiel endete mit einem 1:0-Sieg für Kasachstan. Das bisher einzige Tor in der Nationalmannschaft erzielte er gegen Moldawien (1:1) am 18. Februar 2015, als er in der 48. Minute zur zwischenzeitlichen 1:0-Führung traf.

## Erfolge
FK Astana
- Kasachischer Meister: 2015, 2018
- Kasachischer Supercupsieger: 2015, 2018